# Église du Gesù de Montréal
Pour les articles homonymes, voir Église du Gesù (homonymie).
L'église du Gesù (appelée simplement le Gesù), située au 1202 rue De Bleury à Montréal, construite en 1865, est à la fois un lieu de culte et un centre de créativité artistique depuis 1992. Outre le fait qu'il s'agit d'un lieu de culte, on y trouve un théâtre, des salles d'expositions, des ateliers d'art, lieu de résidence d'artistes et de création. Ce patrimoine vivant est guidé par une mission : mettre l'accent sur l'art, l'humain et le spirituel. L'église a été reconnue monument historique en 1975.

## Histoire

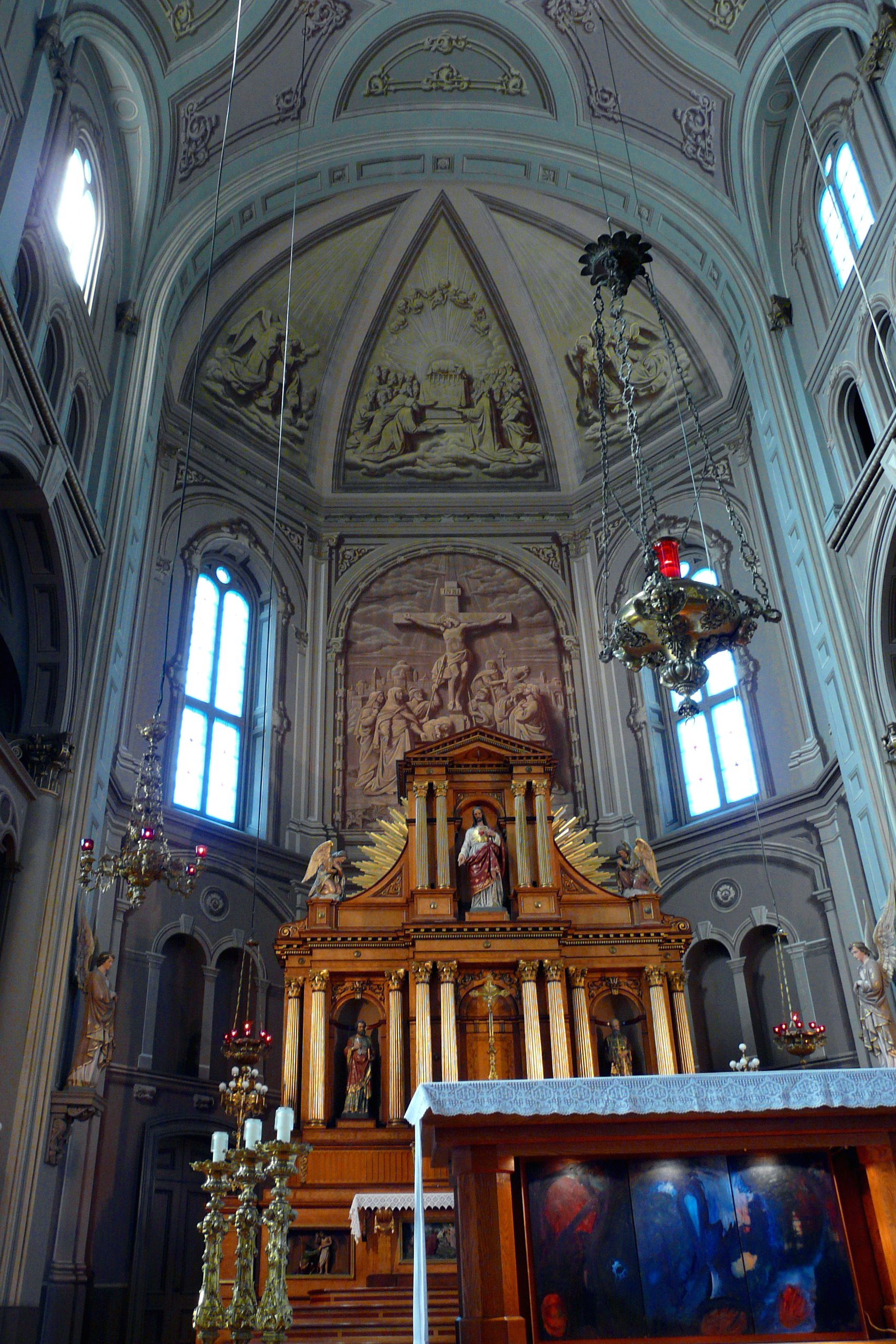
L’intérieur

Ignace Bourget, deuxième évêque de Montréal, indéfectiblement attaché à Rome et à l'autorité papale, souhaitait que les églises de son diocèse soient des répliques des églises romaines contemporaines, bien adaptées aux changements introduits dans la liturgie catholique. Cette règle, comme on le sait, s'appliquera à la cathédrale de Montréal.
Un architecte irlandais de grande expérience, Patrick Keely (en), de Brooklyn, est chargé d'élaborer de nouveaux plans qui devront s'inspirer fortement de l'église du Gesù de Rome, une grandiose église baroque romaine où se trouve le tombeau de saint Ignace de Loyola, le fondateur de la Compagnie de Jésus.
Bien que finalement le Gesù de Montréal ne soit qu'une réplique lointaine du Gesù de Rome, il s'agit quand même d'une vaste église de 4 400 m2 (47 344 p2) dont l'élégante voûte s'élève à 22,9 m (75 pieds) du sol. C'est la seule église entièrement de style néo-baroque à Montréal.
Ce monument devait être surmonté de deux clochers qui, pour des raisons financières, ne s'élevèrent jamais plus haut que la base des tours actuelles. En fait une grande partie des sommes recueillies grâce à la générosité des fidèles serviront plutôt à faire vivre le Collège Sainte-Marie.

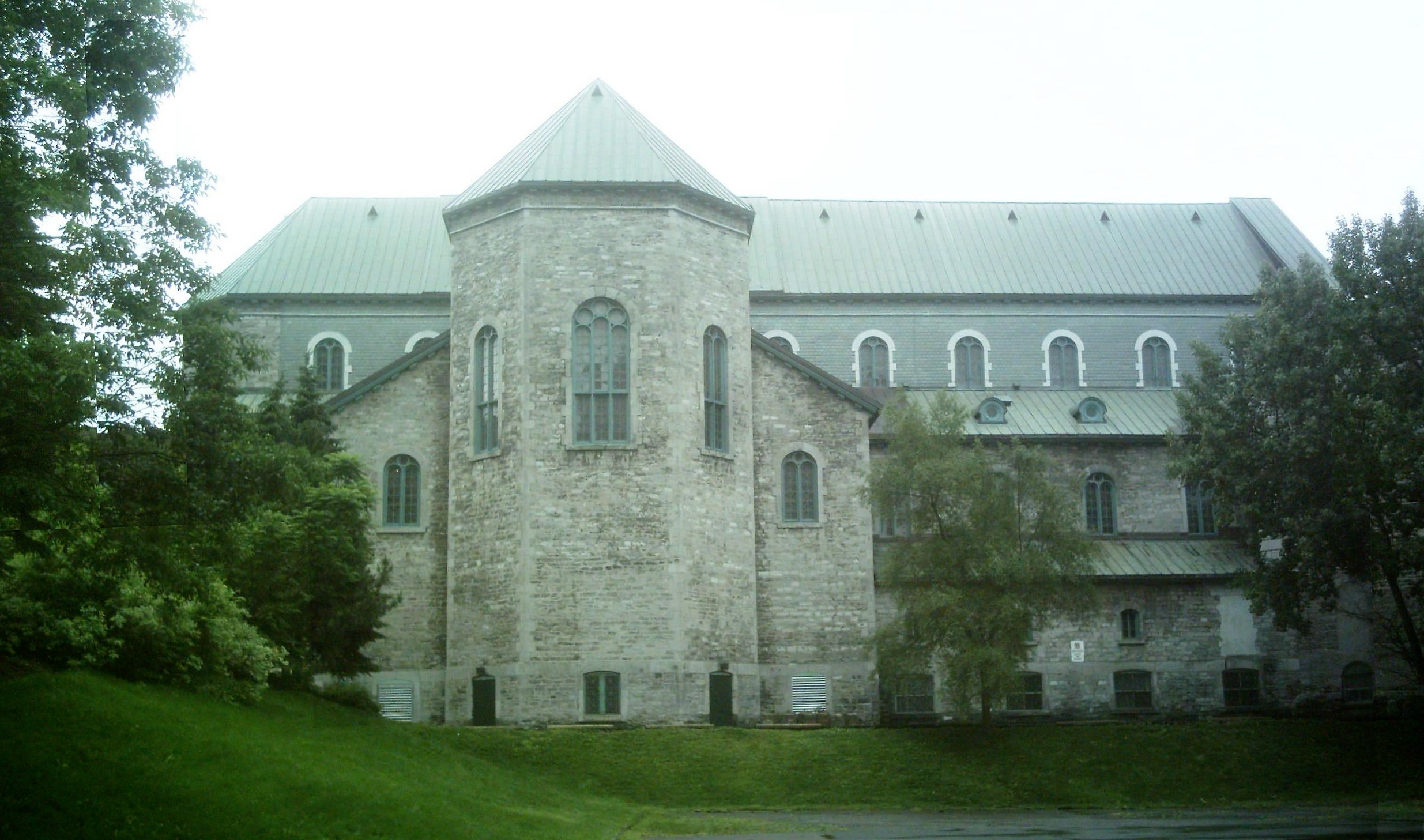
Le côté sud

La voûte du Gesù, formée de cinq arcades, est ornée de fresques grandioses, copies de chefs-d'œuvre des grands maîtres de l'école allemande, œuvres du peintre Daniel Muller, en 1865-1866, qui, pour des raisons qu'on ignore, a utilisé de la peinture à l'eau de telle sorte qu'on ne put jamais les laver. Dans cette église, on retrouve la statue de Notre-Dame-de-Liesse, rapportée de France en 1877, qui contient les cendres de la statue originale brûlée au cours de la Révolution française.   Une des nefs de l'église abrite un reliquaire dédié aux Martyrs canadiens comportant des reliques (ossements) des missionnaires jésuites Jean de Brébeuf, Gabriel Lalemant et Charles Garnier.
Le soubassement du Gesù a été aménagé en auditorium et est un des plus anciens lieux culturels de Montréal. Il a joué un rôle important dans la vie culturelle à Montréal, accueillant des comédiens résidants et étrangers, notamment les Compagnons de Saint-Laurent, sous la direction du père Émile Legault, et le Théâtre du Nouveau Monde (TNM).
Le collège Sainte-Marie des Jésuites, érigé au sud de l’église, a été démoli en 1975, mais le Gesù a été préservé, puis restauré en 1983.
Fait intéressant, le Gesù a été témoin de la toute première « bougie Jablochkoff » allumée  au Canada en 1878.